# سارا ویانکور
سارا ویانکور (فرانسوی: Sarah Vaillancourt‎؛ زادهٔ ۸ مهٔ ۱۹۸۵) بازیکن هاکی روی یخ اهل کانادا است.